# 766 (numero)
Settecentosessantasei (766) è il numero naturale dopo il 765 e prima del 767.

## Proprietà matematiche
- È un numero pari.
- È un numero composto, con 4 divisori: 1, 2, 383, 766. Poiché la somma dei suoi divisori (escluso il numero stesso) è 386 < 765, è un numero difettivo.
- È un numero semiprimo.
- È un numero omirpimes.
- È un numero nontotiente (per cui la equazione φ(x) = n non ha soluzione).
- È un numero pentagonale centrato.
- È un numero intoccabile.
- È un numero congruente.
- È un numero intero privo di quadrati.
- È un numero malvagio.
- È un numero palindromo nel sistema di numerazione posizionale a base 4 (23332).
- È parte della terna pitagorica (766, 146688, 146690).

## Astronomia
- 766 Moguntia è un asteroide della fascia principale del sistema solare.
- NGC 766 è una galassia ellittica della costellazione dei Pesci.

## Astronautica
- Cosmos 766 è un satellite artificiale russo.

## Altri ambiti
- La Route nationale 766 è una strada statale della Francia.